# 3. херцеговачка лака пјешадијска бригада
3. херцеговачка лака пешадијска бригада је била једна од бригада Херцеговачког корпуса Војске Републике Српске. Бригада је званично основана у мају 1993. Јединица је настала обједињавањем дотадашњих војних снага на простору општине Калиновик: делови самосталног 7. мешовитог артиљеријског пука, 1. калиновачке бригаде и Трновског батаљона. Најжешће борбе са Армијом Републике Босне и Херцеговине водила је за превој Рогој и општину Трново. У јулу 1994. Калиновачка бригада је претпочињена 1. гардијској моторизованој бригади, од чега је формиран њен 3. батаљон. Свеукупно је током рата погинуло 208 бораца бригаде.

## Организација и ратни пут 1992-93.

### Организација
У предратној општини Калиновик био је смештен један полигон за обуку ЈНА са припадајућом командом и људством за опслуживање. Крајем 1991. један део артиљерије ЈНА повучен је из Хрватске и смештен у Калиновик. Избијањем рата у Босни и Херцеговини у априлу 1992. започета је мобилизација војних обавезника општине Калиновик, тако да је прво 22. маја основан 7. мешовити артиљеријски пук под командом пуковника Ратка Бундала, а 2. јула устројена је 1. калиновачка лака пешадијска бригада под командом мајора Гојка Старчевића. Коначно, добровољно су мобилисани борци старији од 55 година, који су основали сеоске страже за одбрану важнијих објеката општине, под командом Владе Тепавчевића. Сеоска стража је располагала са 250 бораца. Током друге половине 1992. успостављена је Тактичка група ”Калиновик” под командом пуковника Ратка Бундала, у чији су састави ушли 7. артиљеријски пук, 1. калиновачка бригада, 2. херцеговачка бригада, Трновски батаљон и мање јединице из општине Трново. Тактичка група, међутим, никада није заживела и убрзо је расформирана. Калиновачка лака пјешадијска бригада је имала 6 пешадијских чета, вод везе, вод војне полиције, извиђачко-диверзантски вод, инжињерски вод и лаки вод ПВО.

### Ратни пут 1992-93.
Калиновик је на почетку рата био одсечен од Сарајевско-романијске области, будући да је АРБиХ заузела општину Трново. Пуковник Ратко Бундало је, стога, договорио напад на Трново заједно са снагама Сарајевско-романијског корпуса. Већ 2. јуна су борци 1. калиновачке бригаде ослободили Трново, али су јединице Сарајевско-романијског корпуса остале на својим почетним положајима. Два месеца након ослобађања Трнова, калиновачке снаге доживеле су свој највећи пораз у рату. Наиме, АРБиХ је 31. јула изненадно напала 1. калиновачку бригаду и у муњевитом нападу заузела град Трново и превој Рогој, као и 6 хаубица 105 мм. У нападу је погинуло 30 бораца ВРС и 39 српских цивила, док је 38 рањено а 26 заробљено. Калиновачка бригада је 25. августа пробала да заузме превој Јакомишље на правцу Калиновик - село Љута, али је заузимање пропало. У фронталном нападу је погинуло 9 добровољаца из Србије.
Калиновачке снаге нису одустале од заузимања Јакомишља, те је у априлу наредне године заузето село Лукавац како би биле угрожене снаге АРБиХ на Јакомишљу. Већ 2. маја АРБиХ поново заузима село Лукавац и заједно са борцима са Јакомишља покреће напад на Калиновик. Сутрадан, снаге 1. калиновачке бригаде, међутим, покрећу противнапад у којем поново заузимају село Лукавац и коначно запоседају превој Јакомишље. У току борби су погинула 2 борца бригаде а 3 их је рањено. У знак сећања на победу 3. маја, Калиновачка бригада, која је основана истог месеца, добила је назив 3. херцеговачка лака пешадијска бригада.

## Организација и ратни пут 1993-94.

### Организација
У мају 1993. успостављена је 3. херцеговачка лака пешадијска бригада, којом су обједињене све борбене јединице на територији општине Калиновик. Команду над бригадом је преузео потпуковник Драган Лаловић и имала је следећи састав:
- Извиђачки вод
- Вод војне полиције
- Вод везе
- Инжињерски вод
- Позадинска чета
- 1. лаки пешадијски батаљон
- 2. лаки пешадијски батаљон
- Мешовити артиљеријски дивизион (2 батерије Ха 155 mm и батерија Ха 105 мм)
- Лаки артиљеријско-ракетни вод ПВО
- Мешовити артиљеријски противоклопни дивизион (батерија ЗИС 76 мм, 2 топовске батерије Т-12 и ракетна батерија 9-П133)

У тренутку формирања бригада је имала 750 бораца и око 250 припадника сеоских стража. Такође, пешадијски батаљон из Гатачке бригаде распоређен је у зони одговорности 3. херцеговачке бригаде у селу Добро Поље и на положајима на Голубовом брду.

### Ратни пут 1993-94.
Управо ће положаје батаљона Гатачке бригаде напасти снаге АРБиХ 9. јуна 1993. наневши им тежак пораз. Батаљон је изгубио Добро Поље и имао 7 погинулих бораца. Снаге 3. херцеговачке бригаде су биле потиснуте са Голубовог брда, али је вод бригаде северно од Регојева села, на челу са командиром Ником Регоје, одбио да се повуче и на свом правцу зауставио напад АРБиХ. Непосредно након пораза, команда 3. херцеговачке бригаде задејствовала је резервне снаге бригаде, припаднике МУП-а Калиновик и чету радне обавезе у нападу на АРБиХ, којим су враћени сви изгубљени положаји. Бригада у овој бици није имала погинулих бораца.
Почетком велике операције Главног штаба ВРС Лукавац, бригада добија задатак да одсудно брани своје положаје спрам АРБиХ. Међутим, будући да се напад других снага ВРС на превој Рогој одужио, команда Херцеговачког корпуса заповеда Калиновчанима напад на највиши врх превоја Рогој - Бандјерку. Бригада је у напад 7. јула упутила групу од 50 бораца (вод војне полиције и извиђачки вод) на челу са капетаном фрегате Ратком Вучетићем. Напад је био неуспешан, а капетан Вучетић у подилажењу бива тешко рањен. У наставку операције Лукавац, након што су ослобођени превој Рогој и Хојте, снаге 3. херцеговачке бригаде заузимају села Зеломићи, Луко, Брда, Поље и Љута.
Бригада је у јулу месецу 1994. претпочињена 1. гардијској моторизованој бригади, као њен 3. пешадијски батаљон.

## Ратовање ван Калиновика
Након формирања 3. херцеговачке бригаде, група од 70 бораца (вод војне полиције, извиђачки вод, батерија хаубица 155 мм и позадински вод) под командом Јован Херцеговића учествовала је у операцији "Мач 93" односно покушају заузимања Горажда. У новембру и децембру 1993. група од 60 бораца под командом Драгана Лаловића борила се на Нишићкој висоравни и нападала правцем село Нишићи - Олово (објекат Кремењача), у склопу операције Дрина. У марту 1994, у операцији Звезда, учествовала је једна батерија 155 mm 3. херцеговачке бригаде.

## Ратни злочини на простору општине Калиновик
Пуковник Ратко Бундало, командант 7. мешовитог артиљеријског пука, 2011. године другостепеном пресудом осуђен је на 22 година затвора за злочине против човечности на простору општине Калиновик током 1992. и 1993. године. Према пресуди суда, Ратко Бундало је одговоран за успостављање и вођене заробљеничког логора ”Барутни магацин”, у којем је било заточено више стотина бошњачких цивила, од којих су многи мучени и злостављани, а 24 их је спаљено.